# Aedes subalbirostris
Aedes subalbirostris är en tvåvingeart som beskrevs av Klien och E. Sydney Marks 1960. Aedes subalbirostris ingår i släktet Aedes och familjen stickmyggor. Inga underarter finns listade i Catalogue of Life.